# Sardocyrnia aestivalis
Sardocyrnia aestivalis là một loài bướm đêm trong họ Geometridae.